# Podlesie (Kraśnik)
Podlesie – część miasta Kraśnika, leżąca w rejonie ulicy Podleskiej na południowym zachodzie miasta. Graniczy ze wsią Podlesie, do której wcześniej należała.

## Historia
Podlesie już w XIX stanowiło przedmieście Kraśnika. 1 stycznia 1973 południową część Podlesia odłączono od Kraśnika (tereny położone na północny zachód od drogi prowadzącej z ulicy Podleskiej do Gór i do ulicy Cegielnianej), tworząc w niej sołectwo Podlesie w nowo utworzonej gminie Kraśnik. Północna część Podlesia pozostała w granicach Kraśnika.